# Abraham Ofer

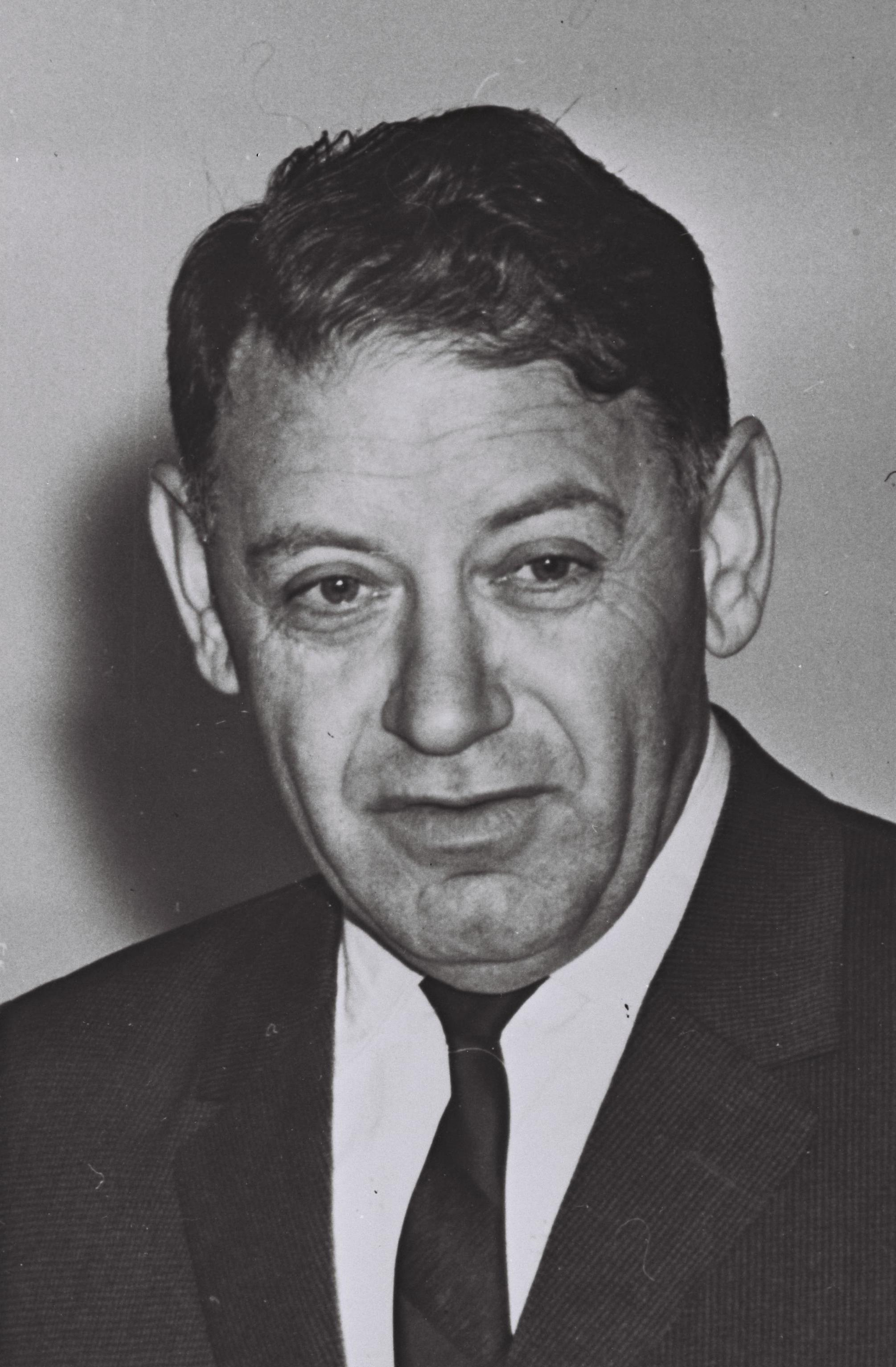
Avraham Ofer, 1969

Abraham Ofer (hebräisch אברהם עופר; * 1922 in Chorostków; † 3. Januar 1977 in Tel Aviv, geboren als Abraham Hirsch) war ein israelischer Politiker und in der Zeit vom 3. Juni 1974 bis zu seinem freiwilligen Tode am 3. Januar 1977 Wohnungsbauminister des Landes.

## Leben
Abraham Ofer wurde 1922 als Abraham Hirsch in Chorostków (Polen, heute Chorostkiw in der Ukraine) geboren. Im Jahr 1933 wanderte er während der fünften Alija aus Polen in das britische Mandatsgebiet Palästina aus. Dort studierte er an der Hebräischen Universität in Jerusalem. Der paramilitärischen Hagana schloss er sich im Jahr 1937 an. Er gehört zu dem Wiedergründern des Kibbuz Chamadja im Jahr 1942. Ebenso gehörte er 1944 zu der Jungen Führungsmannschaft (englisch Young Leadership) der Mifleget Poalei Erez Jisrael und zu den Mitbegründern der HaKfar HaJarok (hebräisch הכפר הירוק).
Während des Palästinakrieg diente er als Oberstleutnant in der israelischen Marine und war der erste Kommandeur der Eilat Naval Base.
Zum Parteisekretär im Tel Aviv-Distrikt der Partei Mifleget Poalei Erez Jisrael wurde er im Jahr 1952 gewählt. Während seiner Tätigkeit im Landwirtschaftsministerium, diese begann 1958, gründete er den Geflügel-Rat (englisch Poultry Council) und wurde stellvertretender Direktor für wirtschaftliche Angelegenheiten. Er gehörte der Verhandlungsdelegation mit der Europäischen Wirtschaftsgemeinschaft im Jahr 1964 an. Zum Ende des Jahres 1964 wurde er Generaldirektor der Ashdod Company, dem Hafenbetreiber in Aschdod. Im Jahr 1965 wurde er in den Stadtrat und zum stellvertretenden Bürgermeister von Tel Aviv gewählt. Stellvertretender Bürgermeister war er bis zu seiner Berufung als Geschäftsführer der Shikun Ovdim im Jahr 1967.
Bei den Wahlen am 28. Oktober 1969 wurde er für die HaMa’arach, ein Wahlbündnis der linkszionistischen Parteien Awoda und Mapam, in die Siebte Knesset gewählt. In den folgenden Jahren setzte er sich für eine Änderung des Wahlsystems in Israel zum D’Hondt-Verfahren, gemeinsam mit Yohanan Bader (Gachal), ein. Das Wahlsystem wurde zur Wahl am 31. Dezember 1973 der Achten Knesset umgesetzt, in die Abraham Ofer ebenfalls einzog. Bei den folgenden Koalitionsverhandlungen zur neuen Regierung erhielt er das Amt des Wohnungsbauministers, welches er vom 3. Juni 1974 bis zu seinem Tode am 3. Januar 1977 ausübte.
Durch Ermittlungen gegen Abraham Ofer im November/Dezember 1976, ausgelöst durch die gleichen Personen wie in der Yadlin-Affäre im Oktober 1976, sah sich Abraham Ofer nicht in der Lage, wider die gegen ihn erhobenen Vorwürfe zu kämpfen (englisch to bear any more) und schied freiwillig am 3. Januar 1977 aus dem Leben.